# Istituto archeologico germanico di Atene

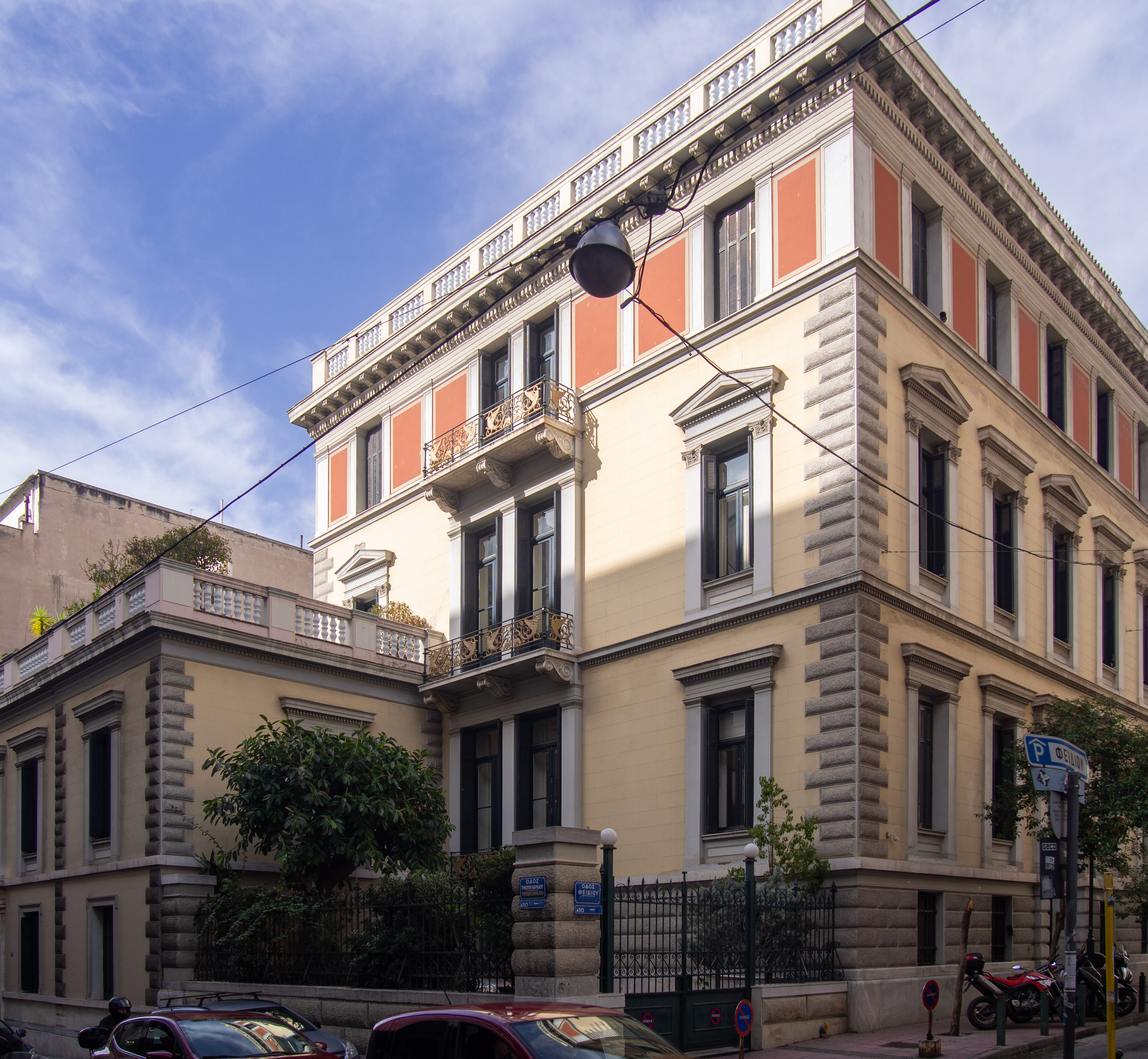
L'Istituto archeologico germanico di Atene

L'Istituto archeologico germanico di Atene (greco moderno: Γερμανικό Αρχαιολογικό Ινστιτούτο Αθηνών; tedesco: Deutsches Archäologisches Institut Athen), è uno dei dipartimenti esteri dell'Istituto archeologico germanico, e uno dei 17 istituti archeologici stranieri in Grecia.

## Storia
Fondato il 17 marzo 1872 per decisione del Reichstag, fu il secondo istituto archeologico straniero di Atene dopo l'École française di Atene, che era stata fondata nel 1846. Fu inaugurato il 9 dicembre 1874, anniversario della nascita di Johann Joachim Winckelmann
.
La sede in stile neoclassico fu voluta da Heinrich Schliemann, costruita nel 1888 su progetto di Ernst Ziller ( architetto) e Wilhelm Dörpfeld (archeologo); gli eredi di Schliemann lo vendettero al Reichstag nel 1899
.

## Risorse
L'Istituto di Atene possiede una delle più grandi biblioteche archeologiche di Grecia, con circa 90mila volumi che coprono il periodo dall'età del bronzo alla fine dell'antichità
.
La collezione fotografica, creata poco dopo la fondazione dell'istituto e costantemente aggiornata, comprende 140mila negativi, di cui circa 60mila su lastra. La collezione comprende inoltre anche 50mila foto senza negativo.
Il dipartimento conserva archivi generali relativi alla propria storia, tra cui molte corrispondenze di archeologi, e archivi di documentazione sugli scavi realizzati dai propri membri.
Dal 1876 il dipartimento pubblica annualmente la propria comunicazione (Mitteilungen des Deutschen Archäologischen Instituts, Athenische Abteilung).

## Direttori
- Otto Lüders : 1872–1874
- Ulrich Köhler : 1875–1886
- Eugen Petersen : 1886–1887
- Wilhelm Dörpfeld : 1887–1912
- Georg Karo : 1912–1919 et 1930–1936
- Ernst Buschor : 1921–1929
- Walter Wrede : 1937–1944
- Emil Kunze : 1951–1966
- Ulf Jantzen : 1967–1974
- Helmut Kyrieleis : 1975–1988
- Klaus Fittschen : 1989–2001
- Wolf-Dietrich Niemeier : 2001–2013
- Katja Sporn depuis 2014
  - adjoint Reinhard Senff